# Фаусто Черчињани
Фаусто Черчињани (итал. Fausto Cercignani; италијански изговор: [ˈfausto tʃertʃiɲˈɲani]; 21. март 1941) је италијански филолог, књижевни критичар, есејиста и песник.

## Активности
Фаусто Черчињани је предавао германску филологију и историју енглеског језика на разним италијанским универзитетима. У области енглеских студија, он је познат по својим истраживањима о Вилијаму Шекспиру. Његов главни рад на овој теми је Шекспирови радови и елизабетански изговор, Оксфорд, Универзити Прес (Кларедон Прес), 1981.
Његова књижевна критика бави се познатим писцима, као што су: Георг Тракл, Георг Бихнер, Артур Шницлер, Јохан Волфганг фон Гете, Готхолд Ефрајм Лесинг, Рајнер Марија Рилке, Албан Берг, Е. Т. А. Хофман, Роберт Музил, Новалис, Јозеф Рот, Карл Краус, Франц Кафка, Томас Ман, Герхарт Хауптман, Фридрих Шилер и други. У области лингвистичких студија, проучавао је германски групу језика са историјске тачке гледишта, посебно прагермански језик, готски језик, енглески језик и немачки језик.
Фаусто Черчињани је главни и одговорни уредник интернационалне књижевне периодике „Studia austriaca” (e-ISSN 2385-2925, p-ISSN 1593-2508) и „Studia theodisca” (e-ISSN 2385-2917, p-ISSN 1593-2478).

## Песник
Черчињанијева поезија објављена је у седам књига и сада је сакупљена у књизи: Списи. Објављене и необјављене песме, Торино 2015. Фаусто Черчињани је такође експериментисао са сопственим преводом својих песама.

## Одабрана библиографија

### Енглеске студије
- Shakespeare's Works and Elizabethan Pronunciation, Oxford, University Press (Clarendon Press), 1981.[4]
- Cercignani, Fausto (1975). „English Rhymes and pronunciation in the mid‐seventeenth century∗”. English Studies. 56 (6): 513—518. doi:10.1080/00138387508597728.
- Cercignani, Fausto (1983). „The Development of /K/ And /Sk/ In Old English "To the Memory of Giorgio Dolfini"”. The Journal of English and Germanic Philology. 82 (3): 313—323. JSTOR 27709191.

### Германске студије
- The Consonants of German: Synchrony and Diachrony , Milano, Cisalpino, 1979.[9]
- The Development of the Gothic Short/Lax Subsystem, in "Zeitschrift für vergleichende Sprachforschung", 93/2, 1979, 272-278.[10]
- Early «Umlaut» Phenomena in the Germanic Languages, in "Language", 56/1, 1980, 126-136.[11]
- Zum Hochdeutschen Konsonantismus. Phonologische Analyse und phonologischer Wandel, in "Beiträge zur Geschichte der deutschen Sprache und Literatur", 105/1, 1983, 1-13.[12]
- The Elaboration of the Gothic Alphabet and Orthography, in "Indogermanische Forschungen", 93, 1988, 168-185.[13]
- Saggi linguistici e filologici. Germanico, gotico, inglese e tedesco, Alessandria, 1992.[14]

### Књижевна критика

#### Књиге
- F. Cercignani - M. Giordano Lokrantz, In Danimarca e oltre. Per il centenario di Jens Peter Jacobsen, Milano, 1987.[15]
- F. Cercignani, Existenz und Heldentum bei Christa Wolf. «Der geteilte Himmel» und «Kassandra», Würzburg, Königshausen & Neumann, 1988.[16]
- F. Cercignani, Studia trakliana. Georg Trakl 1887-1987, Milano, 1989.[17]
- F. Cercignani, Studia büchneriana. Georg Büchner 1988, Milano, 1990.[18]
- F. Cercignani, Studia schnitzleriana, Alessandria, 1991.[19]
- F. Cercignani, Novalis, Milano, 2002.[20]

#### Есеји
- Disperata speranza: la trama del «Niels Lyhne», in F. Cercignani - M. Giordano Lokrantz, In Danimarca e oltre. Per il centenario di Jens Peter Jacobsen, Milano, 1987, 95-128.[15]
- Dunkel, Grün und Paradies. Karl Krolows lyrische Anfänge in «Hochgelobtes gutes Leben», in "Germanisch-Romanische Monatsschrift", 36/1, 1986, 59-78.[21]
- Zwischen irdischem Nichts und machtlosem Himmel. Karl Krolows «Gedichte» 1948: Enttäuschung und Verwirrung, in "Literaturwissenschaftliches Jahrbuch", 27, 1986, 197-217.[22]
- E. T. A. Hoffmann, Italien und die romantische Auffassung der Musik, in S. M. Moraldo (ed.), Das Land der Sehnsucht. E. T. A. Hoffmann und Italien, Heidelberg, Winter, 2002, 191-201.[23]

## Награда
Аустријски крст части за науку и уметност, I класа, Милано, 1996.